# Змеев, Илья Андреевич
Илья Андреевич Змеев или Змиев — русский военный деятель, стольник, воевода и полковник рейтарского строя.
Из дворянского рода Змеевых, Сын жильца Андрея Афанасьевича Змеева (ум. 1649), который с 1639 был головой у городовых дворян. Младший брат Венедикта Андреевича Змеева.

## Биография
В 1658 году в чине стряпчего командовал рейтарской ротой. Участник русско-польской войны 1654—1667. В 1676 году пожалован чином стольника и полковника рейтарского строя. В 1682—1686 воевода в Илимске. В крымском (1689) и азовском (1696) походах был завоеводчиком. Три раза ранен. За заслуги жаловался вотчинами во многих уездах и домом в Москве у Вознесения на Никитской (1682-1698). В 1697 году состоял при канцелярии Великого посольства царя Петра I Алексеевича.

## Семья
Женат дважды:
1. Арина — в первом браке жена полковника Юрьева.
2. Анна — вдова стольника Нерыбина.

Об брака имел единственного сына:
- Змеев Иван Ильич — стольник (с 1687), есаул в азовском походе 1696, в начальных людях (1703-1720) ум. (1722)